# Луций Цестий
Луций Цестий (на латински: Lucius Cestius) е римски политик, сенатор и строител от 1 век пр.н.е.

## Биография
Произлиза от плебейската фамилия Цестии. Син е на Луций Цестий от триба Публилия (tribu Publilia). Брат е на Гай Цестий Епулон (претор, народен трибун 43 пр.н.е. и Septemviri epulonum), който построява запазената днес гробница Пирамидата на Цестий между 18 и 12 пр.н.е.
Луций Цестий е между 62 и 27 пр.н.е. curator viarum, отговарящ за поддържането на пътищата в Рим. През 43 пр.н.е. e вероятно triumvir monetalis и издава серия от златни монети заедно с тогавашния претор Гай Норбан Флак.
Той построява мост над река Тибър в Рим между 60 пр.н.е. и 40 пр.н.е., който свързва остров Тибър с Трастевере (Trastévere), наречен Мост на Цестий (на латински: Pons Cestius, на италиански: Ponte Cestio, днес Ponte San Bartolomeo).